# Monflier Point
Der Monflier Point (französisch Cap Monflier) ist eine Landspitze, die das südwestliche Ende der Rabot-Insel im Archipel der Biscoe-Inseln vor der Westküste der Antarktischen Halbinsel bildet. Sie markiert die südliche Begrenzung der Caleta Manterola.
Teilnehmer der Fünften Französischen Antarktisexpedition (1908–1910) unter der Leitung des Polarforschers Jean-Baptiste Charcot kartierten sie. Charcot benannte sie nach dem französischen Rechtsanwalt Georges Monflier, Generalsekretär der Société de Géographie, der die Vorbereitungen zum Empfang von Charcots Expedition in Rouen getroffen hatte. Das UK Antarctic Place-Names Committee übertrug die französische Benennung 1959 in angepasster Form ins Englische.